# Ulrich Battis
Ulrich „Ulli“ Battis (* 16. Mai 1944 in Bergzabern) ist ein deutscher Rechtswissenschaftler.

## Leben
Ulrich Battis studierte Rechts- und Verwaltungswissenschaften an den Universitäten in Münster, Berlin, Tübingen und der Deutschen Hochschule für Verwaltungswissenschaften Speyer. 1969 promovierte er in Münster, 1974 folgte die Habilitation an der Freien Universität Berlin.
1976 wurde Battis Professor an der Universität Hamburg, 1979 ordentlicher Professor an der Fernuniversität in Hagen, deren Rektor er von 1984 bis 1993 war. Seit 1993 lehrte er bis zu seiner Emeritierung 2009 als Universitätsprofessor an der Humboldt-Universität zu Berlin. Seit 1994 war er Direktor des Institutes für Deutsches und Internationales Baurecht an der Humboldt-Universität und seit 1996 ist er Direktor des Instituts für Anwaltsrecht an der Humboldt-Universität. Zudem gehört er dem Vorstand des Instituts für Notarrecht an. 2001 erfolgte die Verleihung der Ehrendoktorwürde durch die Juristische Fakultät der Pantion-Universität Athen. Battis ist Kuratoriumsmitglied des Hagener Dimitris-Tsatsos-Instituts für Europäische Verfassungswissenschaften.
2009 bis 2017 war Ulrich Battis Of Counsel der Wirtschaftskanzlei Gleiss Lutz. Zum 1. September 2017 trat er der Wirtschaftskanzlei GSK Stockmann als Of counsel bei.
Forschungsschwerpunkte von Battis sind die Europäische Raumentwicklung, das Bau-, Planungs- und Umweltrecht, Wissenschaftsrecht, Öffentliches Dienstrecht und Verwaltungsreform, insbesondere Organisation und Personal.
Folgende Schüler von Battis wurden bislang habilitiert: Christoph Gusy, Klaus Joachim Grigoleit, Jens Kersten und Peter Bultmann.
Im September 2019 gehörte er zu den etwa 100 Staatsrechtslehrern, die sich mit dem offenen Aufruf zum Wahlrecht Verkleinert den Bundestag! an den Deutschen Bundestag wandten.

## Werke (Auswahl)
- Battis / Krautzberger / Löhr: BauGB, Baugesetzbuch, Kommentar, C.H.Beck, München, (1. Auflage 1984), 16. Auflage 2025, 1955 Seiten, ISBN 978-3-406-81725-0
- zusammen mit Christoph Gusy: Einführung in das Staatsrecht, de Gruyter, Berlin 2011, ISBN 978-3-89949-799-1.
- Bundesbeamtengesetz. Kommentar. 6. Auflage. C.H. Beck, München 2022, ISBN 978-3-406-77222-1, S. 709.